# باول سميث (لاعب كريكت)
باول سميث (26 مارس 1820 بشفيلد في المملكة المتحدة - ) (بالإنجليزية: Paul Smith)‏ هو لاعب كريكت بريطاني.

## وصلات خارجية
- بول سميث على موقع إي آس بي آن كريك إنفو (الإنجليزية)